# 三井哲夫
三井 哲夫（みつい てつお、1931年(昭和6年)10月2日 - ）は、日本の判事、法学者、作家、創価大学名誉教授。
東京府東京市小石川区生まれ。1953年東京大学法学部第1類（私法コース）卒。司法修習生、55年熊本家庭裁判所・地方裁判所判事補。58年東京地方裁判所判事補、62年青森地方裁判所八戸支部判事補、60 - 61年フランスに学ぶ。65年東京地方裁判所判事、67年法務省司法局参事官、73年司法研修所教官、76年東京高等裁判所判事、80年横浜地方裁判所総括判事、85年静岡地方裁判所総括判事、1988年筑波大学教授、96年創価大学法学部教授、98年法学研究科長、2007年退任、名誉教授。『沈める館』など小説も書く。

## 著書
- 『要件事実の再構成』法曹会、1976　のち信山社出版
- 『法律要件分類説の修正及び醇化に関する若干の具体的事例に就て 続・要件事実の再構成』法曹会、1979
- 『沈める館』近代文芸社、1990
- 『かわいそうなチェロ』近代文芸社、1993
- 『裁判私法の構造』信山社 SBC学術文庫、1999

### 共編
- 『注解非訟事件手続法 借地非訟事件手続規則』伊東乾共編 青林書院、1986 注解民事手続法

### 翻訳
- ジャン・アンベール『フランス法制史』菅野一彦共訳 白水社文庫クセジュ、1974

## 参考
- 『現代日本人名録』2002年